# Pays Durance-Provence
 (juillet 2025).
Motif : Sans sources, structure sans fiscalité propre de moins de 50000 habitants.
- Archive Wikiwix
- Bing
- Cairn
- DuckDuckGo
- E. Universalis
- Gallica
- Google
- G. Books
- G. News
- G. Scholar
- Persée
- Qwant
- (zh) Baidu
- (ru) Yandex
- (wd) trouver des œuvres sur Wikidata

| 1. | Préciser le motif de la pose du bandeau. | Précisez le motif de la pose du bandeau en utilisant la syntaxe suivante : {{admissibilité à vérifier\|date=juillet 2025\|motif=remplacez ce texte par le motif}}                          |
| 2. | Informer les utilisateurs concernés.     | Pensez à avertir le créateur de l'article, par exemple, en insérant le code ci-dessous sur sa page de discussion : {{subst:avertissement admissibilité à vérifier\|Pays Durance-Provence}} |

Le Pays Durance-Provence est une intercommunalité de loi Voynet, regroupant 14 communes des Alpes-de-Haute-Provence, créée en 2004. Elle va disparaitre le 1er janvier 2017 à la suite d'une nouvelle organisation territoriale. Chacune de ces communautés de communes va rejoindre un nouveau territoire.

## Lescommunautés de communes
Ce pays regroupe 2 communautés de communes : 
- Communauté de communes de la Moyenne Durance
- Communauté de communes Lure-Vançon-Durance

### Les communes
| Nom                                | Code Insee | Intercommunalité                | Superficie (km2) | Population (dernière pop. légale) | Densité (hab./km2) |
| ---------------------------------- | ---------- | ------------------------------- | ---------------- | --------------------------------- | ------------------ |
| Château-Arnoux-Saint-Auban (siège) | 04049      | CA Provence-Alpes Agglomération | 18,34            | 5 210 (2014)                      | 284                |
| Aubignosc                          | 04013      | CC Jabron Lure Vançon Durance   | 14,74            | 561 (2014)                        | 38                 |
| Châteauneuf-Val-Saint-Donat        | 04053      | CC Jabron Lure Vançon Durance   | 21,10            | 499 (2014)                        | 24                 |
| L'Escale                           | 04079      | CA Provence-Alpes Agglomération | 20,36            | 1 384 (2014)                      | 68                 |
| Ganagobie                          | 04091      | CA Provence-Alpes Agglomération | 10,50            | 80 (2014)                         | 7,6                |
| Les Mées                           | 04116      | CA Provence-Alpes Agglomération | 65,40            | 3 629 (2014)                      | 55                 |
| Malijai                            | 04108      | CA Provence-Alpes Agglomération | 26,56            | 1 990 (2014)                      | 75                 |
| Mallefougasse-Augès                | 04109      | CA Provence-Alpes Agglomération | 19,71            | 316 (2014)                        | 16                 |
| Montfort                           | 04127      | CC Jabron Lure Vançon Durance   | 12,08            | 356 (2014)                        | 29                 |
| Peipin                             | 04145      | CC Jabron Lure Vançon Durance   | 13,15            | 1 484 (2014)                      | 113                |
| Peyruis                            | 04149      | CA Provence-Alpes Agglomération | 23,23            | 2 829 (2014)                      | 122                |
| Salignac                           | 04200      | CC Jabron Lure Vançon Durance   | 14,42            | 629 (2014)                        | 44                 |
| Sourribes                          | 04211      | CC Jabron Lure Vançon Durance   | 19,75            | 182 (2014)                        | 9,2                |
| Volonne                            | 04244      | CA Provence-Alpes Agglomération | 24,61            | 1 669 (2014)                      | 68                 |